# František Xaver Richter
František (Franz) Xaver Richter (francouzsky François-Xavier Richter, 1. prosince 1709 Holešov – 12. září 1789 Štrasburk) byl český barokní hudební skladatel, houslista, učitel hudby a zpěvák, představitel tzv. Mannheimské školy založené krajanem Janem Václavem Stamicem.

## Život
Místo jeho narození není zcela jisté. Johann Georg Meusel v roce 1778 zaznamenal, že se narodil v Holešově na Moravě a nejspíše tento údaj získal od samotného skladatele. Historici však v holešovských matrikách zmínku o Richterově narození nenalezli. Dohledáno bylo naopak to, že v letech 1722–1727 studoval Richter na jezuitském gymnáziu v Uherském Hradišti (i ve zdejších úředních záznamech je jako místo narození studenta uveden Holešov). Je též pravděpodobné, že v Uherském Hradišti navštěvoval hudební seminář sv. Františka Borgiáše. Nejasnosti kolem původu vedly i k diskusím o jeho národnosti – jméno Richter bylo běžné v české i německé komunitě na Moravě, takže podle něj etnicitu určit nelze. Jedna z verzí říká, že jeho otcem mohl být strážný na zámku v Holešově Matěj Richter, o němž byla nalezena zmínka z roku 1722. Jméno Matěj by mohlo svědčit spíše pro český původ.
Po ukončení gymnázia v roce 1727 se František (či Franz) Xaver historikům na devět let ztrácí z dějin. Spekulace hovoří o pobytu ve Vídni a Itálii. Druhá verze vychází z toho, že roku 1736 se prokazatelně nacházel mezi italskými zpěváky vévodské opery ve Stuttgartu. Zpíval zde bas. Roku 1737 byl jmenován hudebním ředitelem Rytířské akademie v benediktinském klášteře v Ettalu. Zde složil svou první známou skladbu: oratorium Der Mensch vor Gottes Gericht. V roce 1740 se stal vedoucím kapely knížete biskupa v Kemptenu. Stvořil pro ni další průlomovou skladbu, své Te Deum.
Roku 1746 odešel Richter do Mannheimu, kde v kurfiřtském orchestru sice ponížil – stal se znovu jen zpěvákem-basistou – ale prestiž orchestru byla taková, že mu to stačilo, a i tak si finančně polepšil. Orchestr tehdy řídil jeho krajan: Jan Václav Stamic. V roce 1748 osvícený kurfiřt biskup Karel Teodor von Dalberg zadal Richterovi úkol složit oratorium La deposizione della croce. Za ně byl roku 1768 jmenován dvorním komorním skladatelem. Pro kurfiřta Richter také napsal učebnici hudební skladby Harmonische Belehrungen (1767). Během svého mannheimského období napsal 80 symfonií, které měly zásadní význam pro rozvoj symfonie romantické, ač sám Richter zůstal vždy na půdě barokní.
V letech 1757–1758 cestoval Richter po Evropě a uváděl zde své skladby – koncertoval v Anglii, Holandsku i Francii. Právě tam měl největší úspěch, a proto také z Francie přišla v roce 1769 nabídka arcibiskupa Rohana na místo kapelníka v kapitule katedrály Notre-Dame ve Štrasburku. Richter přijal, neboť podmínky byly vynikající – 20 zpěváků, 40 členů orchestru a jako pomocník Haydnův žák Ignaz Pleyel. Pro kapitulu skládal dvacet let – až do své své smrti, a to hlavně chrámovou hudbu (mj. 27 mší a 2 requiem). Tato díla byla zachráněna, když byl roku 1791 archiv štrasburské kapituly přestěhován do německého Offenburgu, aby ve Francii nebyl zničen revolucionáři. Přesto je jeho štrasburské dílo dodnes méně známé, neboť bylo dlouho ve výhradním majetku kapituly.
Někdy je označován za zakladatele smyčcového kvartetu.

## Žáci
- Joseph Martin Kraus
- H. J. Riegel
- Karel Stamic
- František Xaver Pokorný
- Ferdinand Fraenzel

## Dílo
- Harmonische Belehrungen, učebnice kompozice a harmonie (1761 - 1767)
- asi 70 symfonií
- koncerty pro violoncello, lesní roh, klarinet, hoboj, flétnu, cembalo
- šest smyčcových kvartetů
- oratorium La deposizione dalla croce di Gesú Christo (1748)
- 33 mší
- 3 rekviem
- asi čtyři desítky motet
- Te Deum (1744)
- Žalmy Super Flumina Babylonis (1768 - 1768)